# Chrysocraspeda cambogiodes
Chrysocraspeda cambogiodes là một loài bướm đêm trong họ Geometridae.